# Paz Oil
Paz Oil est une entreprise israélienne, créée en 1922, avant même la création de l'État juif.